# 张家口宁远机场
张家口宁远机场（又称张家口空军基地，旧称张家口榆林机场），是一个位于中华人民共和国河北省张家口市境内，隶属于中部战区（原隶属于北京军区）的空军基地。机场位于张家口市东南方向9公里处。

## 历史

### 纯军用机场时期
1935年7月，经中华民国政府许可，大日本帝国驻张家口领事馆在察哈尔省省府张家口东南部榆林村一带征地200余亩，建设简易飞机起降点，供领事馆飞机起降使用，名为张家口榆林机场。
1938年，随着第二次中日战争（中国抗日战争）升级，日本华北方面军加紧扩建了张家口榆林机场。
1940年9月4日，日本皇室北白川宫第四代成员北白川宫永久王所乘飞机在抵达张家口（时为蒙疆自治政府统治）前坠毁于清水河河床，永久王在空难中身亡，时年31岁，成为日本皇室在二战中丧生的第一位皇室成员。
1945年8月，日本无条件投降后，中国共产党领导下的冀察军区十二军分区10团，于8月20日控制了榆林飞机场，8月23日即解放了张家口。为调停内战，乔治·马歇尔作为美国总统哈里·杜鲁门的特使来华，先后到北平、张家口、济南、武汉、延安等地调处国共矛盾，其间的1946年3月1日，与周恩来、张治中（即三人委员会）乘飞机抵达张家口榆林机场。后由于内战战事不利，共产党于10月主动撤出张家口，榆林机场转由国民党军队控制。
中华人民共和国成立后，中国人民解放军空军在全国共计接收机场542个，多因跑道质量和规格问题不能适应空军需要。至1950年底，空军共组织初步整修扩建机场68个，其中就包括张家口榆林机场。此后，榆林机场成为空军的重要基地，驻扎有隶属于北京军区的空军航空兵第十五师（1951年5月组建的歼击机师），后编制改为航空兵第七师，仍为歼击机师，现主力战机为歼-11。随着空军后勤部的成立，空军编设了专门负责军事运输工作的部门，在张家口组建了解放军空军的第一所汽车学校，并逐步组建了汽车团、独立汽车营和汽车修理厂，颁布了空军第一部运输规章《军事运输规则与制度》。20世纪60年代初，基地在原榆林机场西北侧进行新建，并在新机场南侧山体中设有大型地下洞库，共计有四个出口。
由波兰人民共和国援助建设的张家口滑翔学校于1950年在这里落成，主要培养滑翔机运动员和飞机飞行员，并配套建设了滑翔飞机制造厂。该校是中华人民共和国当时的第一也是唯一一间滑翔学校。后该校于1966年迁址四川成都。
1979年，张家口空军基地换装歼-7，因1979年中越战争开始，驻张家口的航空兵第七师抽调刚刚换装的两个歼击机团调防广西，参与对越作战任务。
1981年，中国人民解放军进行了华北大演习，之后于9月19日在张家口空军基地举行了演习官兵大型阅兵仪式，参与演习的官兵在张家口空军基地接受了时任中共中央军委主席邓小平等军委主要高官的检阅。
2004年7月30日，一架从张家口空军基地起飞，执行低空禁毒航测任务的小型飞机，于当日8时20分左右，在承德丰宁满族自治县四岔口乡李起龙村梅土沟门自然村附近，因飞机尾部挂上高压线，导致失控坠毁，机上2名机组人员和3名刑警全部遇难。
2008年北京奥运会期间，张家口空军基地作为北京市人工影响天气部门的飞机消雨作业基地，完成包括奥运会开幕式当天、残奥会闭幕式当天等数次飞机消雨作业任务。2009年国庆期间，张家口空军基地也是首都阅兵人工影响天气作业基地，共有8架改装运输机驻扎备勤。

### 军民合用改造
2008年7月30日，张家口市与海南航空就合作建设机场签署了框架协议，利用张家口空军基地既有条件和基础，改造扩建张家口机场民用部分，并向中国民航提出申请，力争成为京津备用机场。
2009年7月4日，中国人民解放军张家口空军基地实行军民合用的相关协议在北京军区空军司令部签字。7月6日至8日，受国家发改委委托，中国国际工程咨询公司派出评估组，协同中国民用航空局、河北省发改委、中国人民解放军总参谋部等有关单位，对张家口机场军民合用改造项目预可行性研究报告进行正式评估。
2010年5月9日，张家口机场军民合用改造工程开工，工程预算总投资额为人民币4.5亿元，计划于2011年年底竣工投入运营。
8月27日，张家口机场有限公司在张家口市高新技术产业开发区工商分局取得了营业执照，其经营主体资格正式确立。11月10日，张家口机场的重要配套工程——机场路工程竣工通车。
2011年5月，张家口机场新建航站楼基础、主体框架、钢结构工程全部完工。根据计划，张家口机场要力争于2011年年内实现通航。6月21日，中国民用航空华北地区管理局组织召开宁远机场改造工程飞行程序初步设计审查会。基本确定了机场民航飞机的飞行程序初步设计方案。
2012年6月28日，张家口市人民政府转而与河北机场管理集团签署张家口机场建设与运行合作框架协议。同时机场工程已完工90%。同年8月，机场航站楼、综合工作用房、塔台、航管综合楼、综合办公楼、联络道、站坪等主体建设工程全部完工。12月，天津航空公司Embraer-190民用航班平稳降落在张家口军民合用机场，标志此次机场验证试飞工作获得圆满成功，该机场已具备通航条件，“预计春节前后将正式通航，届时，机场将率先开通石家庄航线，两地往来仅需40分钟。”
2013年4月，中国民用航空华北地区管理局对张家口机场进行了安全审计检查。5月22日，张家口机场通过了机场使用许可审定。

## 开通民用航线及后期维护
2013年5月下旬，河北航空官方网站开始预售张家口机场与石家庄正定国际机场之间的往返机票，预示张家口机场将于6月9日实现民航飞机的首航，后首航日期改为6月17日。6月17日，张家口机场民航航班正式通航。
2014年10月22日起，宁远机场进行跑道维护工作，期间春秋航空、河北航空大部分进出港航班取消，至10月28日结束。10月29日起，机场全面恢复正常运行，所有航班恢复正常运营。
2015年1月7日，北京2022冬奥会申办委员会，针对北京和张家口联合申办冬奥会的主题陈述工作，至张家口宁远机场进行实地调研考察。调研工作中，申办委员会指出，张家口机场首先定位为满足2022年冬奥会赛事需要，同时也要兼顾赛后的长远发展。同年十月，张家口市长马俊宇接受媒体采访时表示，为配合冬奥会工作，张家口市将全力争取中国民用航空局支持，将宁远机场改扩建为国际机场，并实现对外开放。
2016年2月1日，中国人民解放军战区成立大会在北京召开，中共中央总书记、国家主席、中央军委主席习近平向五大战区授予军旗并发布训令。按照新划分的战区，张家口宁远机场的军用部分隶属于中部战区。9月1日8时起，宁远机场进行例行跑道维护工作，维护期间机场临时关闭，全部进出港航班取消，至9月8日早8时结束。9月8日起，机场全面恢复正常运行，所有航班恢复正常运营。
2017年1月23日，中国共产党中央委员会总书记习近平从北京西郊机场搭乘专机抵达张家口宁远机场，在中共河北省委书记赵克志、河北省省长张庆伟陪同下，前往张家口市崇礼区2022年冬奥会张家口赛区临时展馆考察冬奥会筹备进展情况。9月21日0时起，宁远机场再次进行例行跑道维护工作，维护期间机场临时关闭，全部进出港航班取消，至9月27日24时结束。9月28日起，机场全面恢复正常运行，所有航班恢复正常运营。

### 改扩建工程

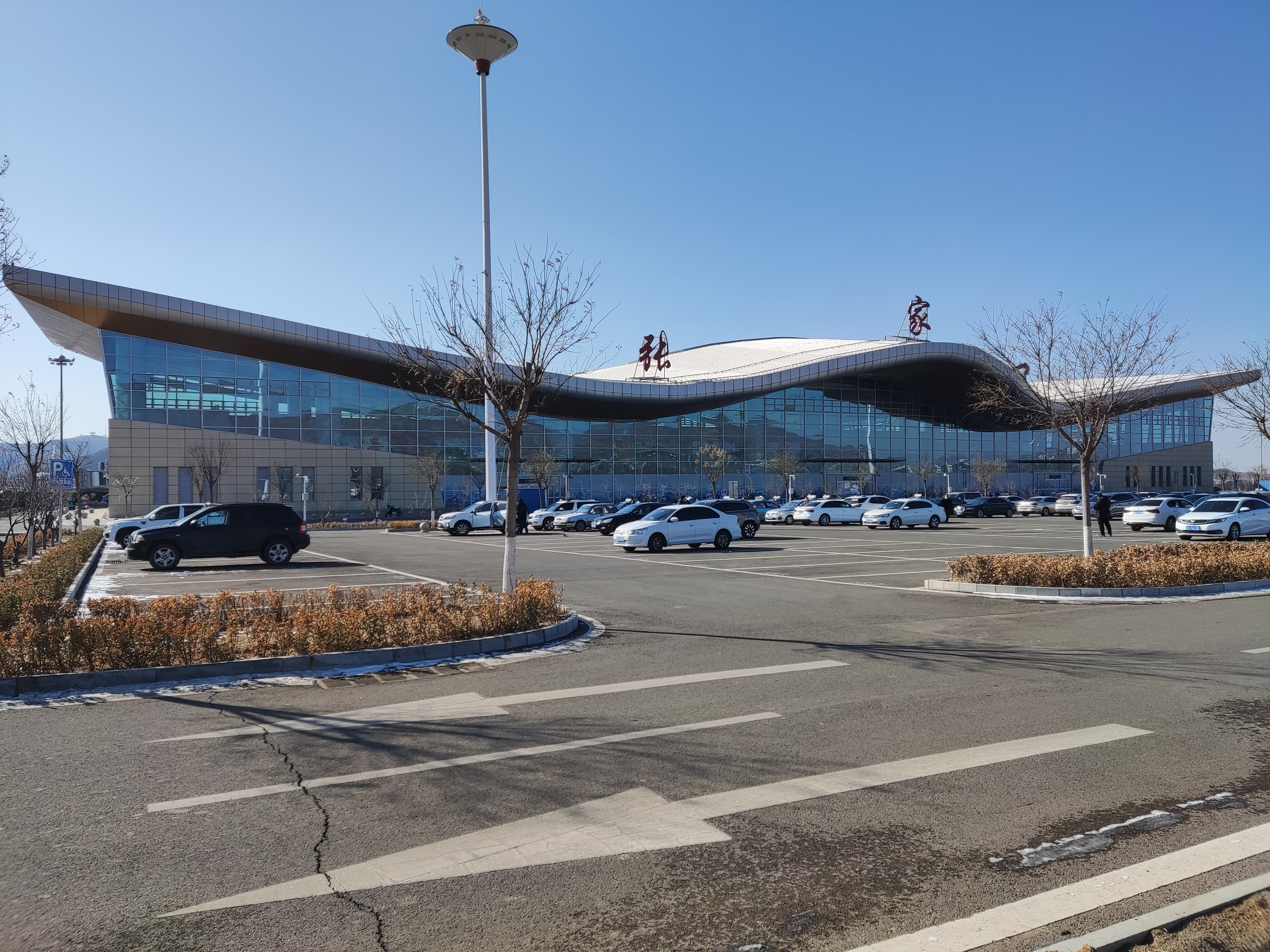
建成的T2航站楼

2022年2月，第24届冬季奥林匹克运动会将在北京举行，张家口赛区承办多项赛事。为了满足冬奥会民航运输的需求，促进张家口经济发展，根据河北省委和河北省政府的相关要求，张家口机场建设发展有限公司具体执行“张家口宁远机场改扩建工程项目”，项目计划投资额为人民币16.63亿元。改扩建项目按照4C级标准扩建飞行区，按照保障国际航班使用要求扩建航站区。扩建工程项目包括：将原有2500米跑道向东延长500米至3000米；在跑道北侧新建一条18米宽、2500米长和一条18米宽、500米的民航平行滑行道，在跑道两端各建设一条垂直联络滑行道；在现有3个停机位的西侧新建11个C类机位，使停机位总数达到14个；在平行滑行道东端的北侧新建除冰坪一处；在现有航站楼的西侧，新建2号航站楼，总面积14000平方米，使航站楼面积增至19500平方米；新建一座综合航管楼1500平方米，含塔台控制室50平方米；相关配套建设通信、导航、气象、消防救援等工程及其他辅助设施。。该工程于2018年10月开工，2020年8月3日，T2航站楼正式启用。

## 机场等级及建筑设施
张家口宁远机场位于桥东区姚家庄镇境内，规划为国内支线机场，民航4C级标准建设，设计使用机型以CRJ200、 ERJ145、ARJ21、E190、新舟60等飞机为主，也可起降波音737、空客A320等大型飞机。2020年旅客计划吞吐量25.5万人次、货邮吞吐量900吨。2030年旅客吞吐量增加到42.5万人次的目标设计。

### 航站楼

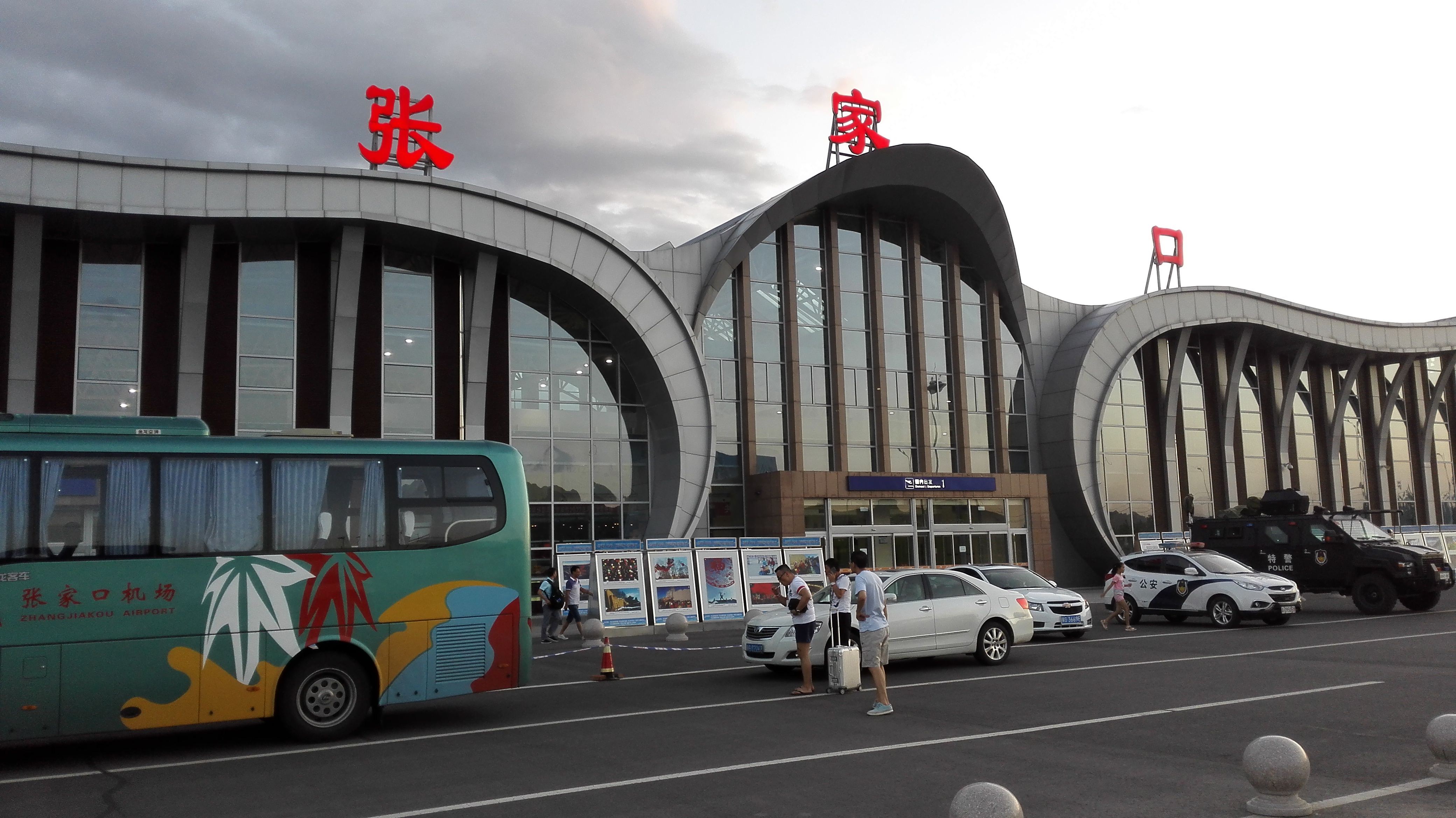
张家口宁远机场航站楼，左侧停靠的是机场接驳大巴。

民用机场部分在原军用跑道的北侧新修建航站楼一座，楼前有200余个停车位的机场露天停车场。航站楼为机场主体建筑，总建筑面积为5400平方米，共两层，外形设计寓意大鹏展翅。
航站楼一层为国内航班出发及抵达大厅，出发大厅主要设置有乘机手续办理区、安全检查区、医疗急救室、VIP贵宾候机室、航班信息显示屏等设备设施。出发大厅入口有便携式痕量爆炸物探测仪，大厅内乘机手续办理区共设置有四个值机柜台，除办理值机手续外，还提供售票、保险、超重行李收费、行李交运、问询等服务。安全检查区设置有两个安全检查通道并配备安检门及X光安检仪，安全检查区后通过电动扶梯、升降机及楼梯与二层的出发候机大厅连接。抵达大厅设置有行李提取转盘，吸烟室等配套设置。
航站楼二层为出发候机大厅，设置有两个登机口，通过两台高位固定接机模式的登机廊桥，引导全部乘客由此直接登机。由于机场规模较小，没有远机位，且为军民合用，为避免泄露军事信息，张家口机场内不设摆渡车和舷梯车，不提供地面登机服务。

### 停机坪
停机坪面积为15000平方米，设置三个停机位，可满足三架客机同时停靠。在停机坪与30号跑道之间建设了联络滑行道，并配套建设飞机回转坪、防吹坪。装备方面有空管、导航、通讯、监视、气象、消防和后勤保障等辅助系统设施，使机场具备提供24小时全天候服务的能力。

### 跑道

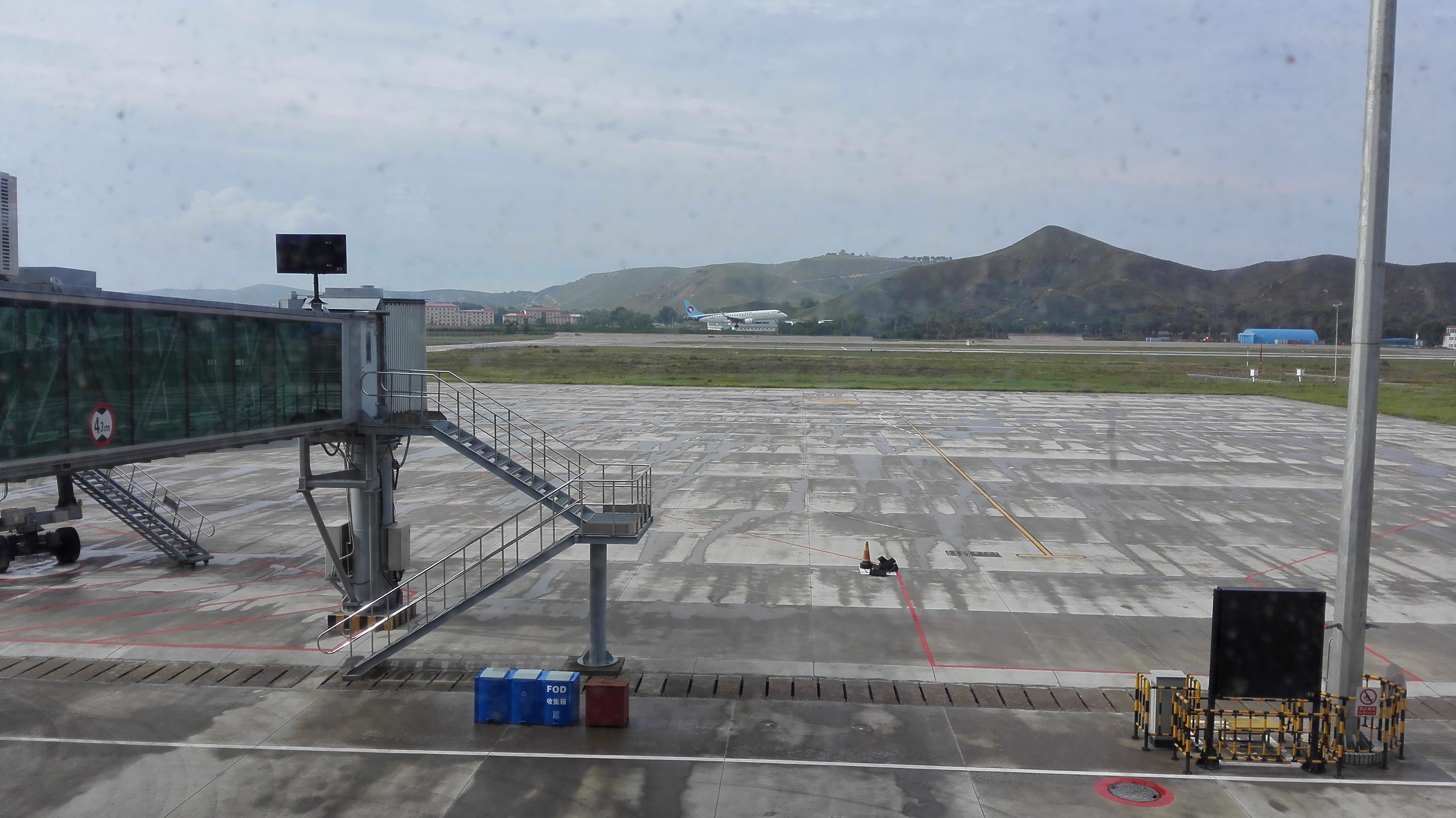
张家口宁远机场的停机坪和远处的跑道，河北航空的客机正在由30跑道降落。

宁远机场有一条方向为12/30的跑道，原跑道表面为水泥材质，其南侧为军机滑行道和停机坪，并通过军用滑行道与大型地下洞库连接。
在民航通航前，跑道两端采用沥青材质进行了部分延长，增建防吹坪，并为跑道增设助航灯光系统及导航Ⅰ类盲降设备。现跑道长度为2500米，宽度45米，并预留延长至3000米的空间。30跑道端通过联络滑行道与停机坪连接。旁道侧设置有自动气象观测场、风向袋等设备设施。
民航开通前，原计划在跑道北侧平行修建等长度的滑行道，由于前期航班数量较少，故延迟修建。现进港航班通过30跑道进近降落后，在跑道上掉头，通过主跑道滑行至停机坪。出港航班则由停机坪经联络滑行道直接进入12跑道起飞。

### 塔台
宁远机场原有军用塔台一座，后在航站楼东侧新建民航塔台一座。塔台高度6层，装备有风向风速仪、全电动塔台专用隔阳装置、通信卫星、气象卫星等设备。

### 其他建筑设施
在机场工作区内设置有相应配套的航管、通信、导航、货运区及消防、航油供给等机场公用设施。驻有张家口机场有限公司和张家口市公安局机场分局。

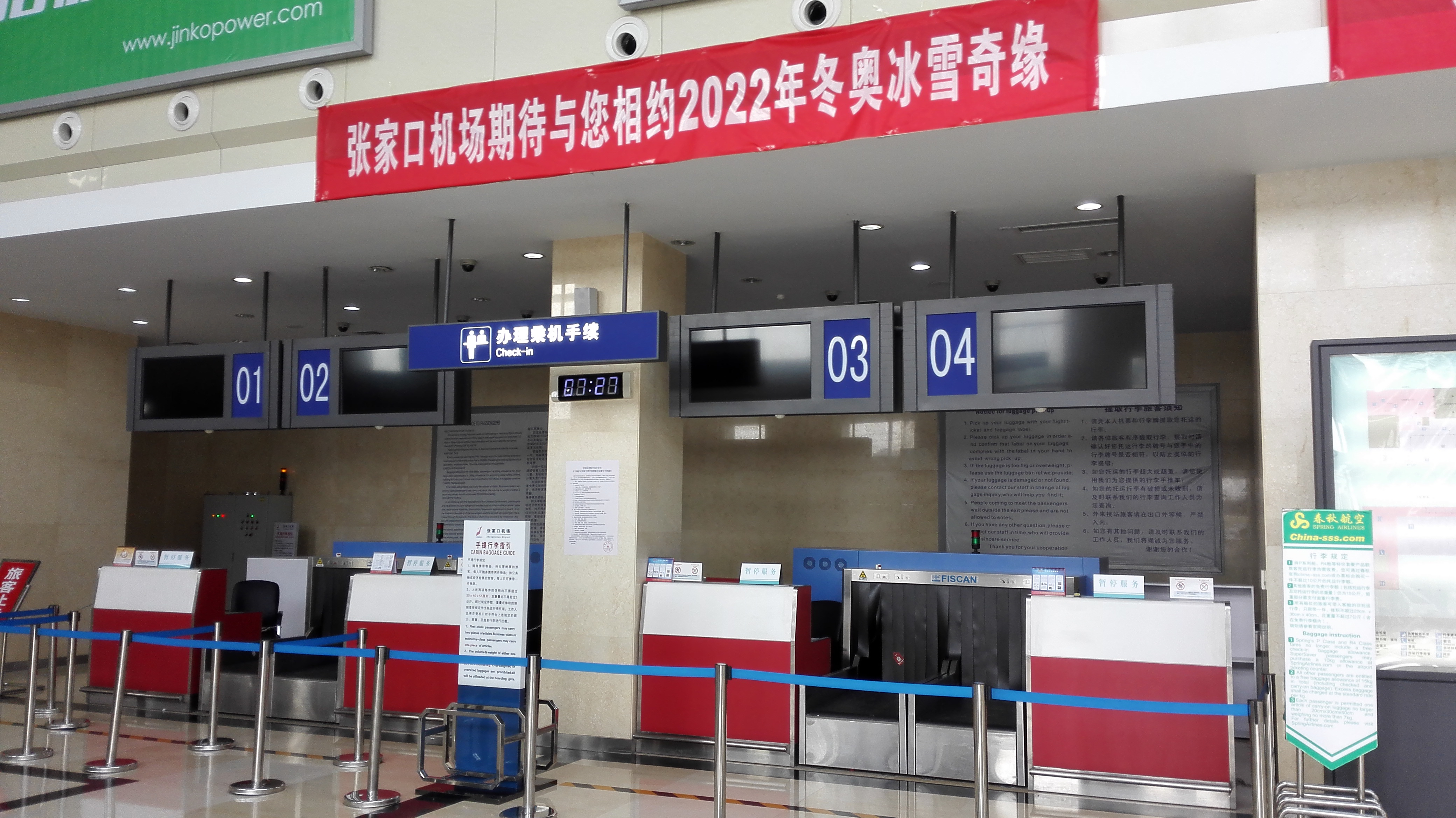
乘机手续办理区的值机柜组
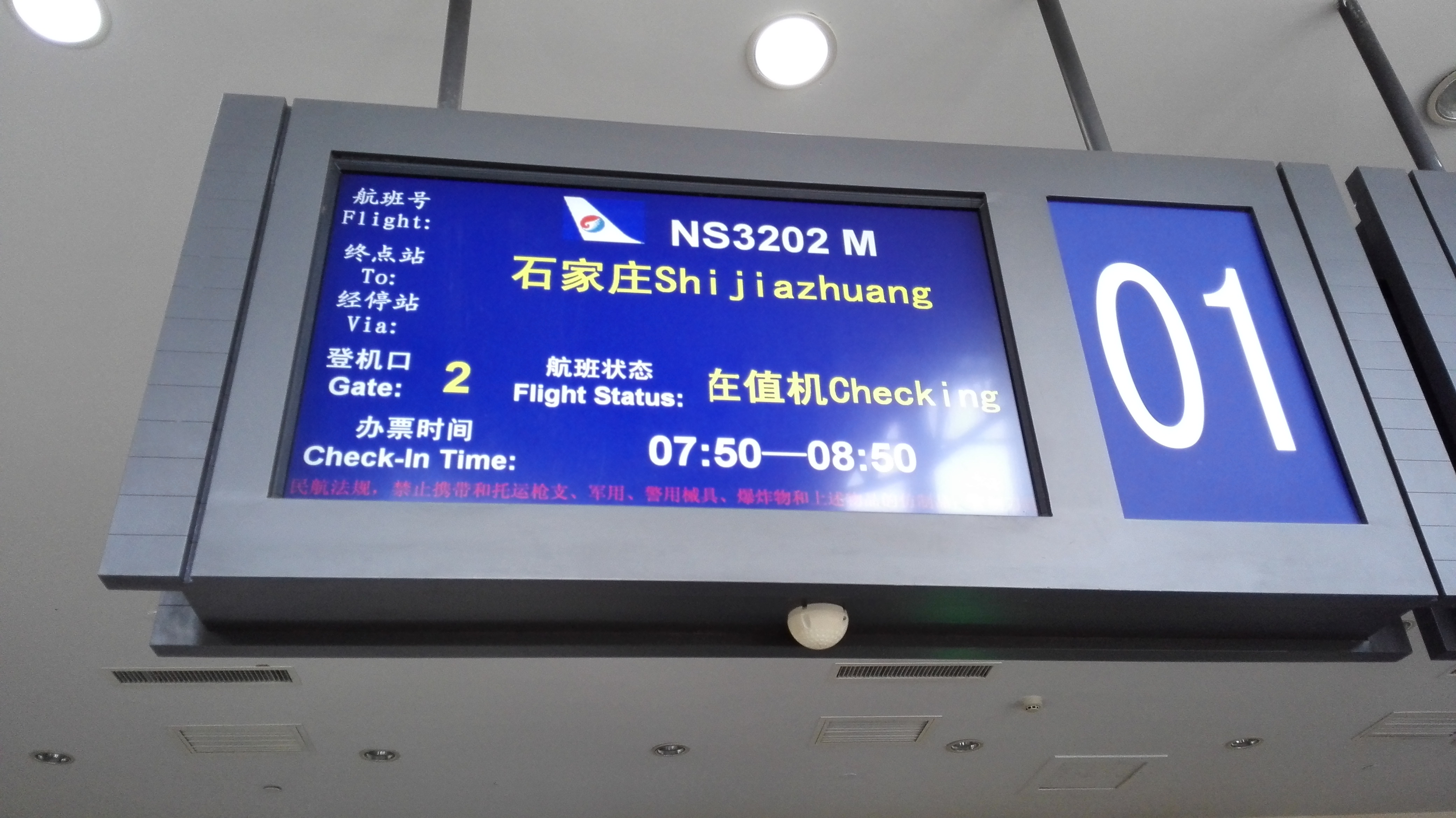
值机柜台电子显示屏
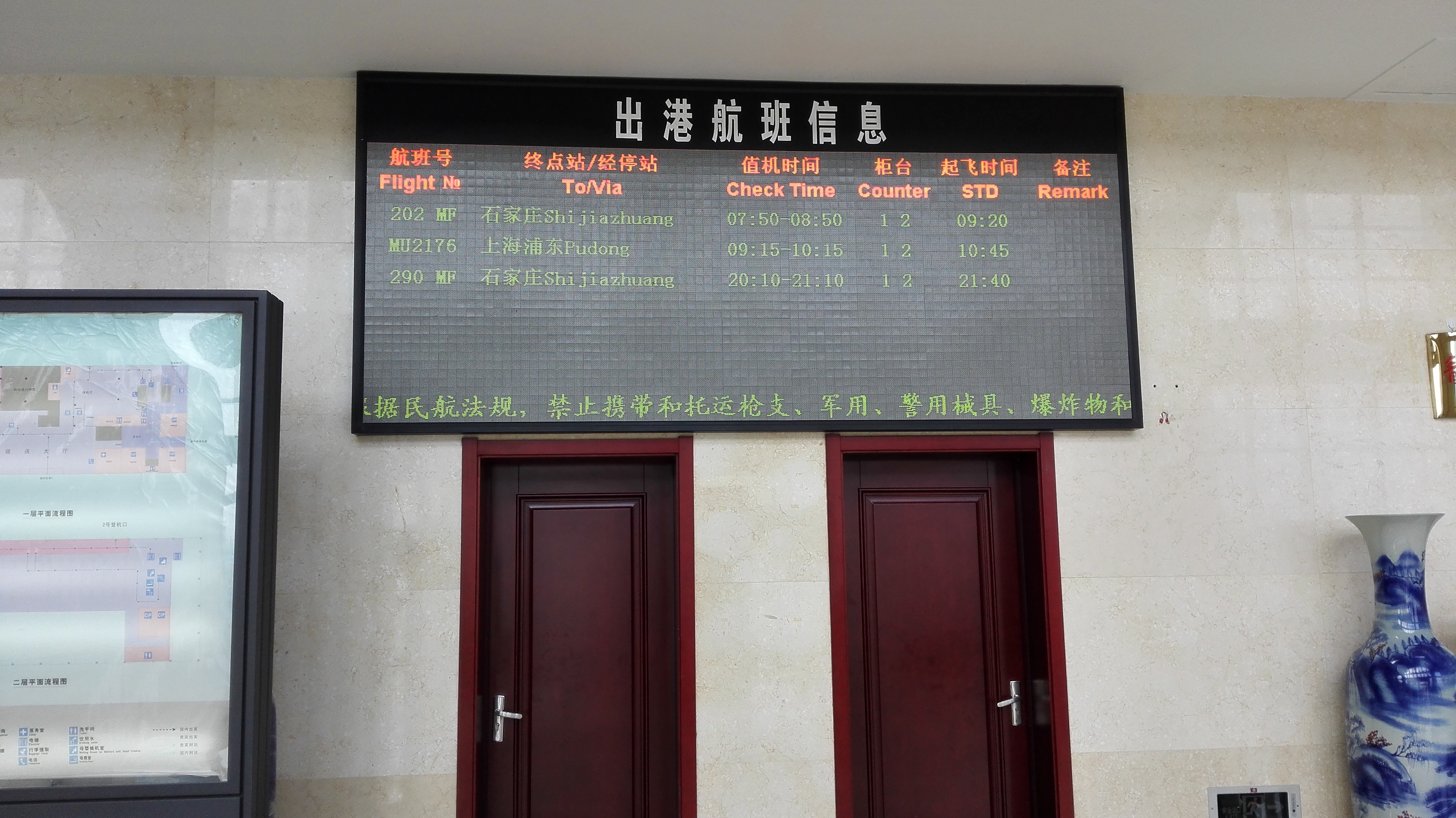
出港航班信息电子显示屏
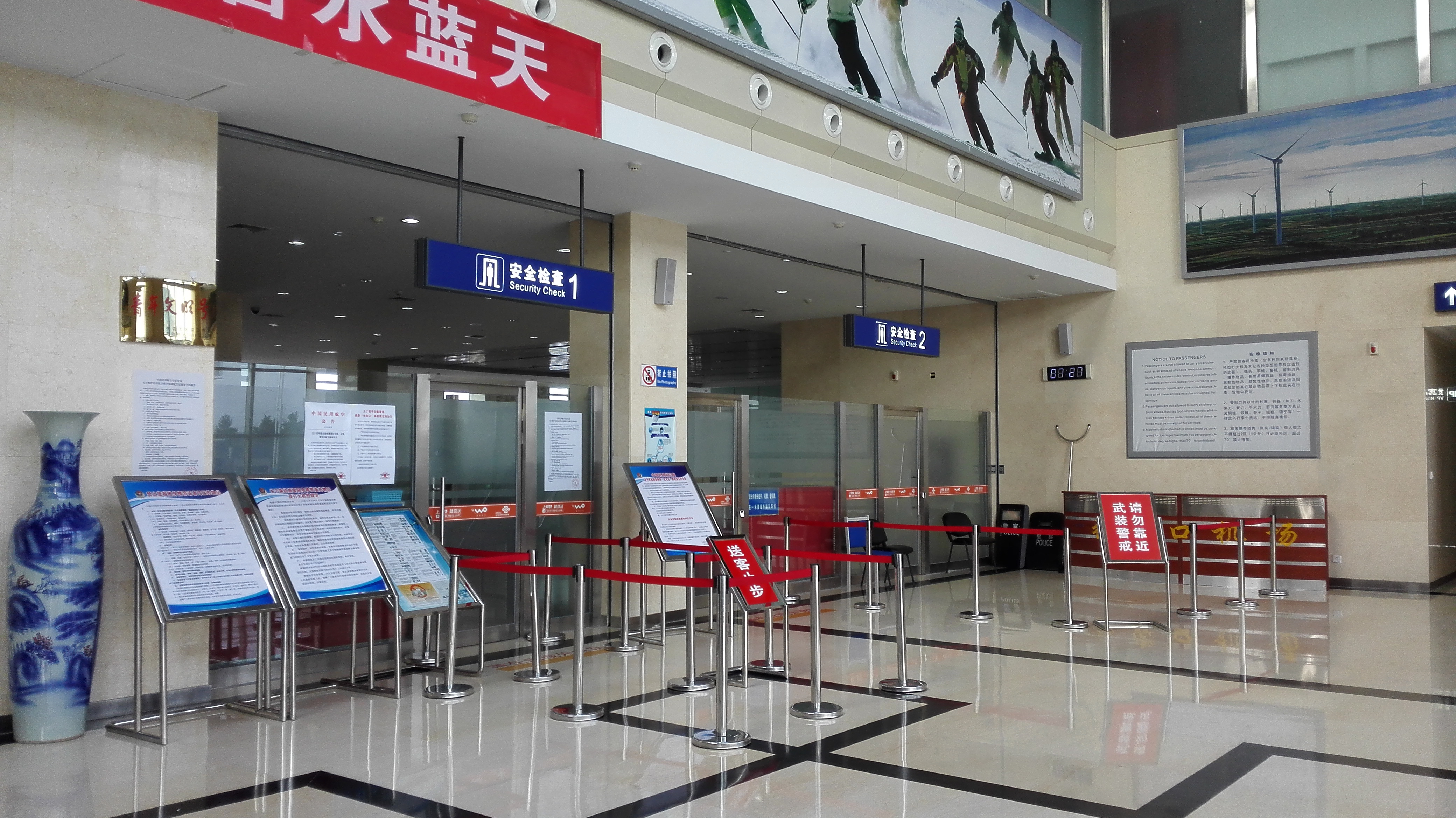
安全检查区
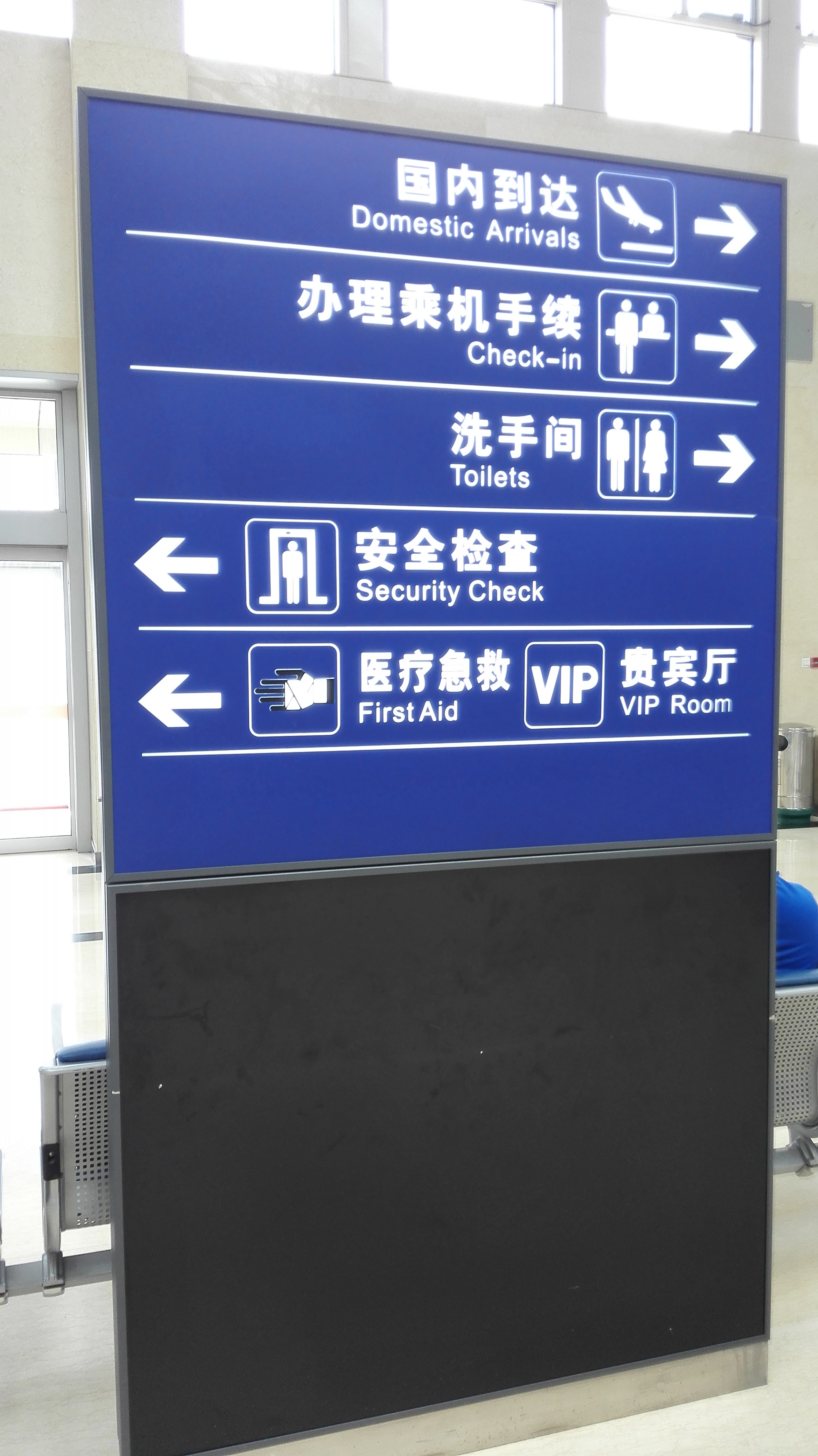
出发大厅引导牌
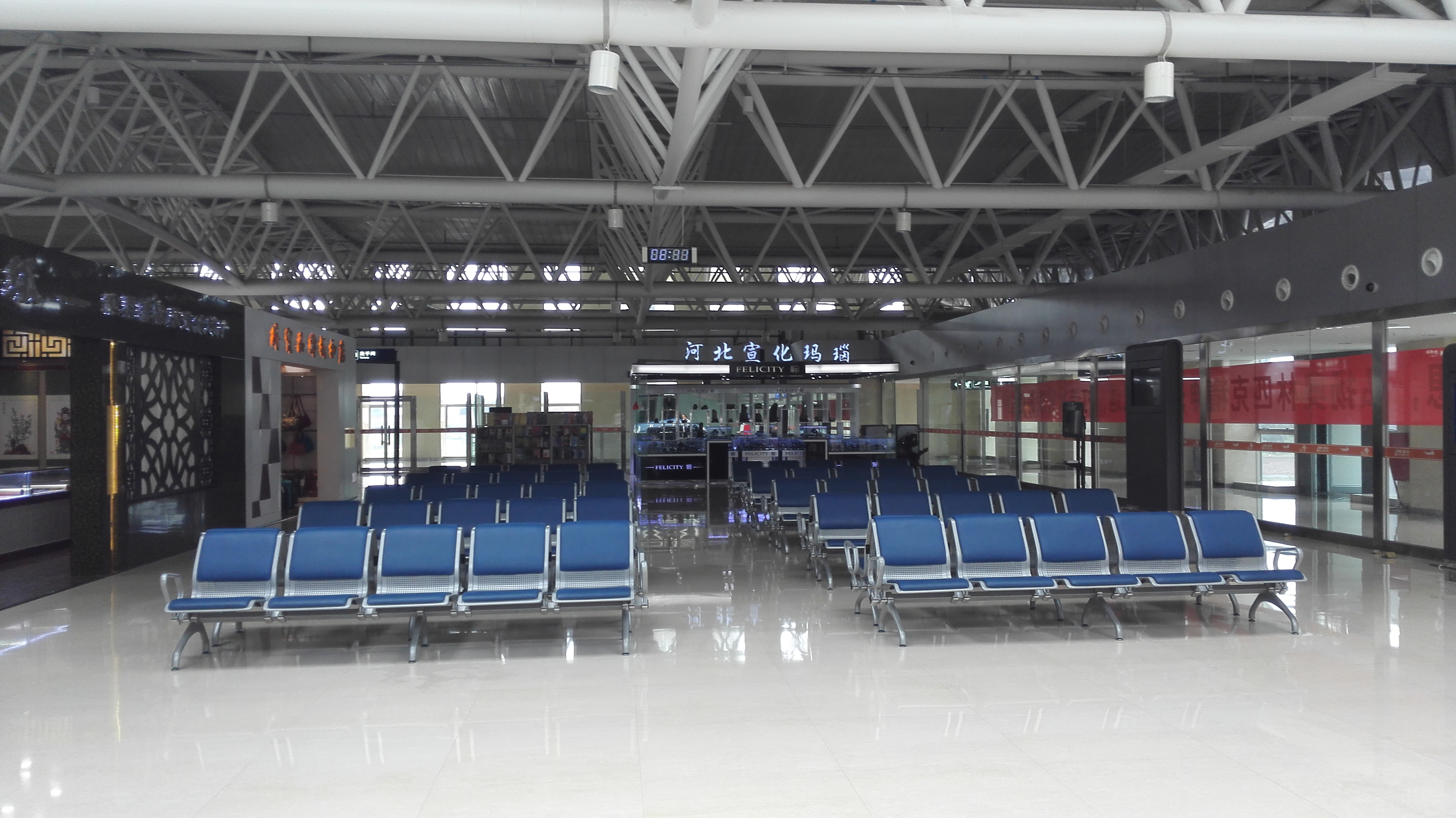
出发候机大厅
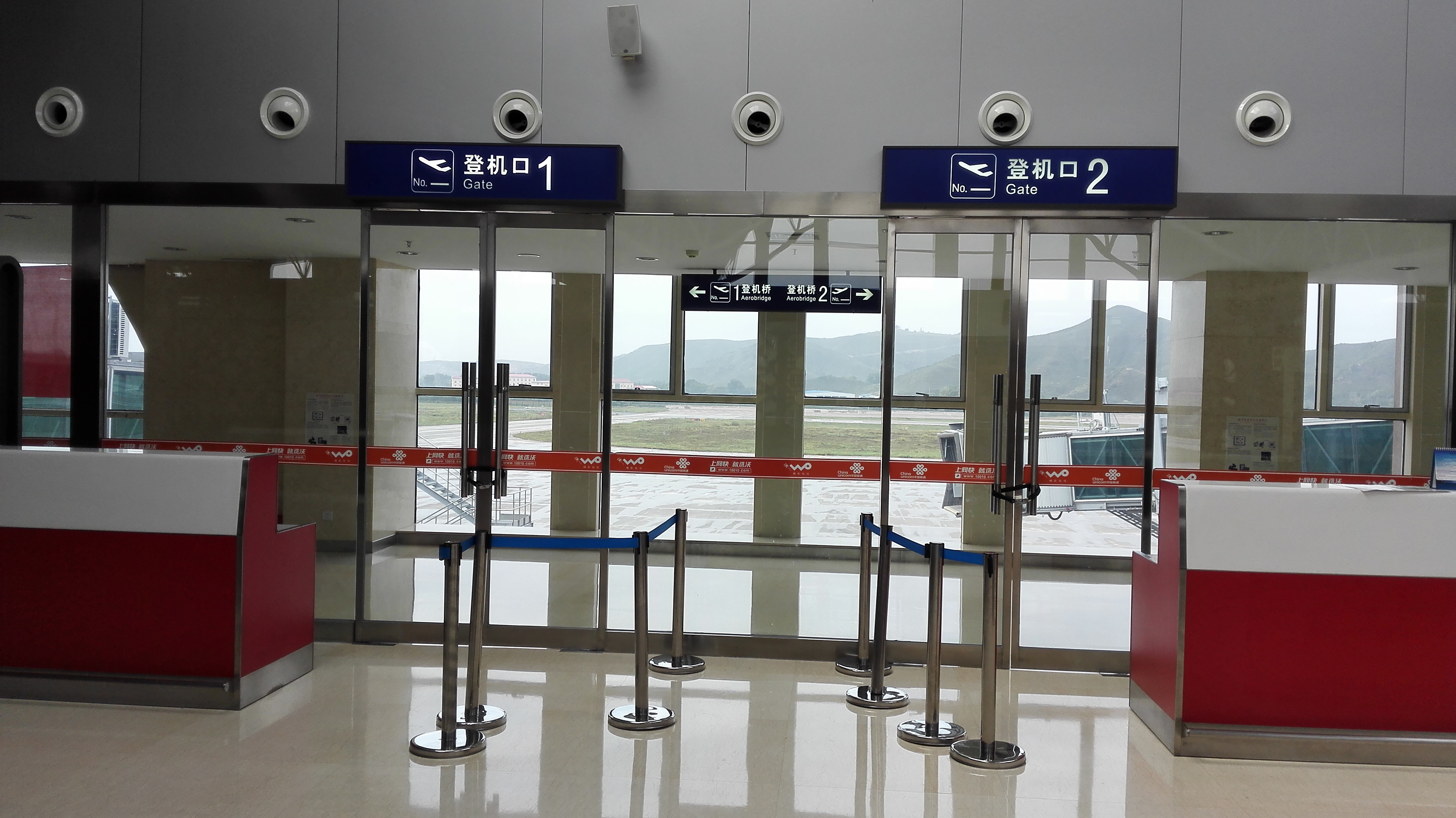
一号及二号登机口
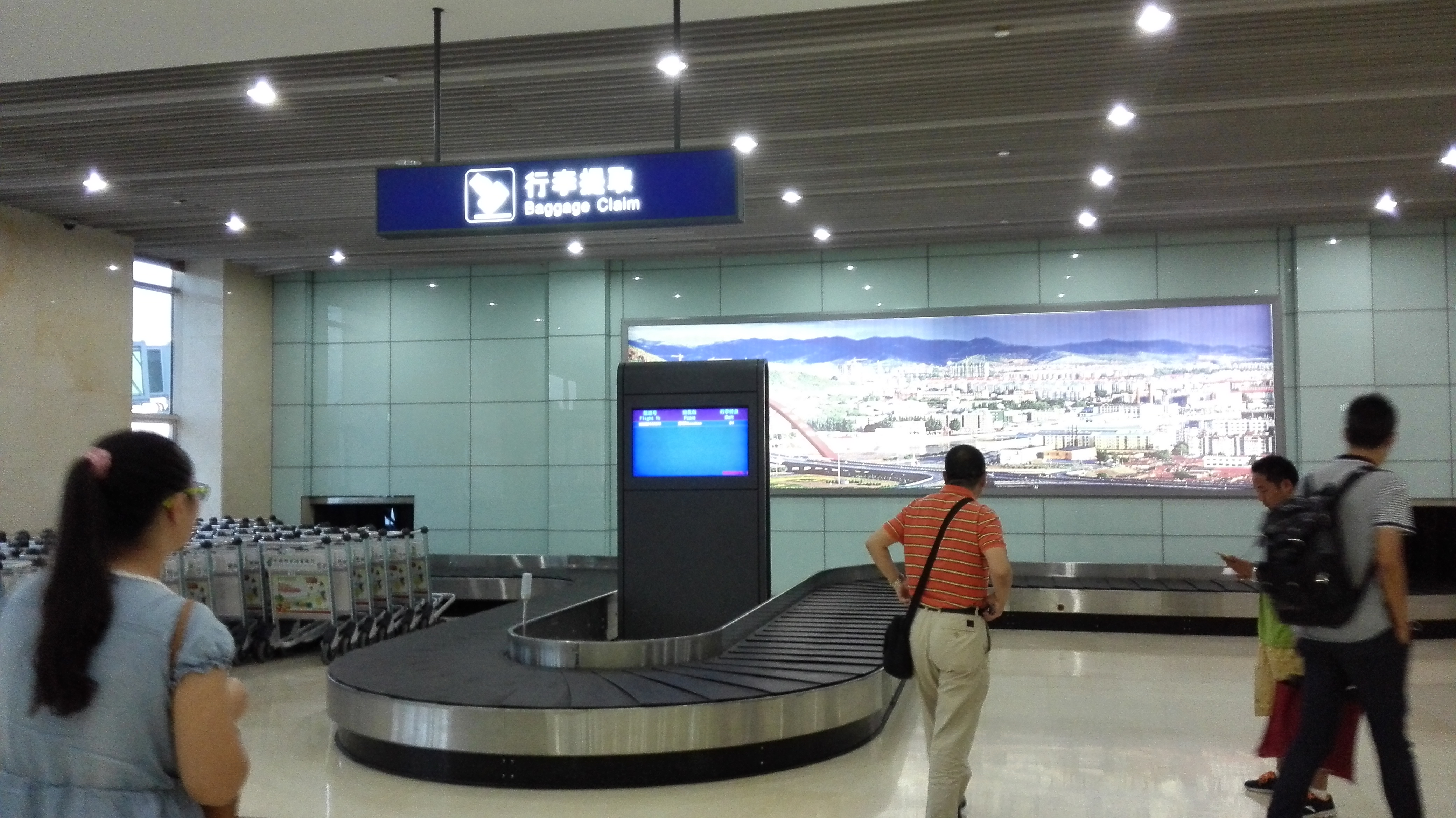
抵达大厅的行李提取转盘
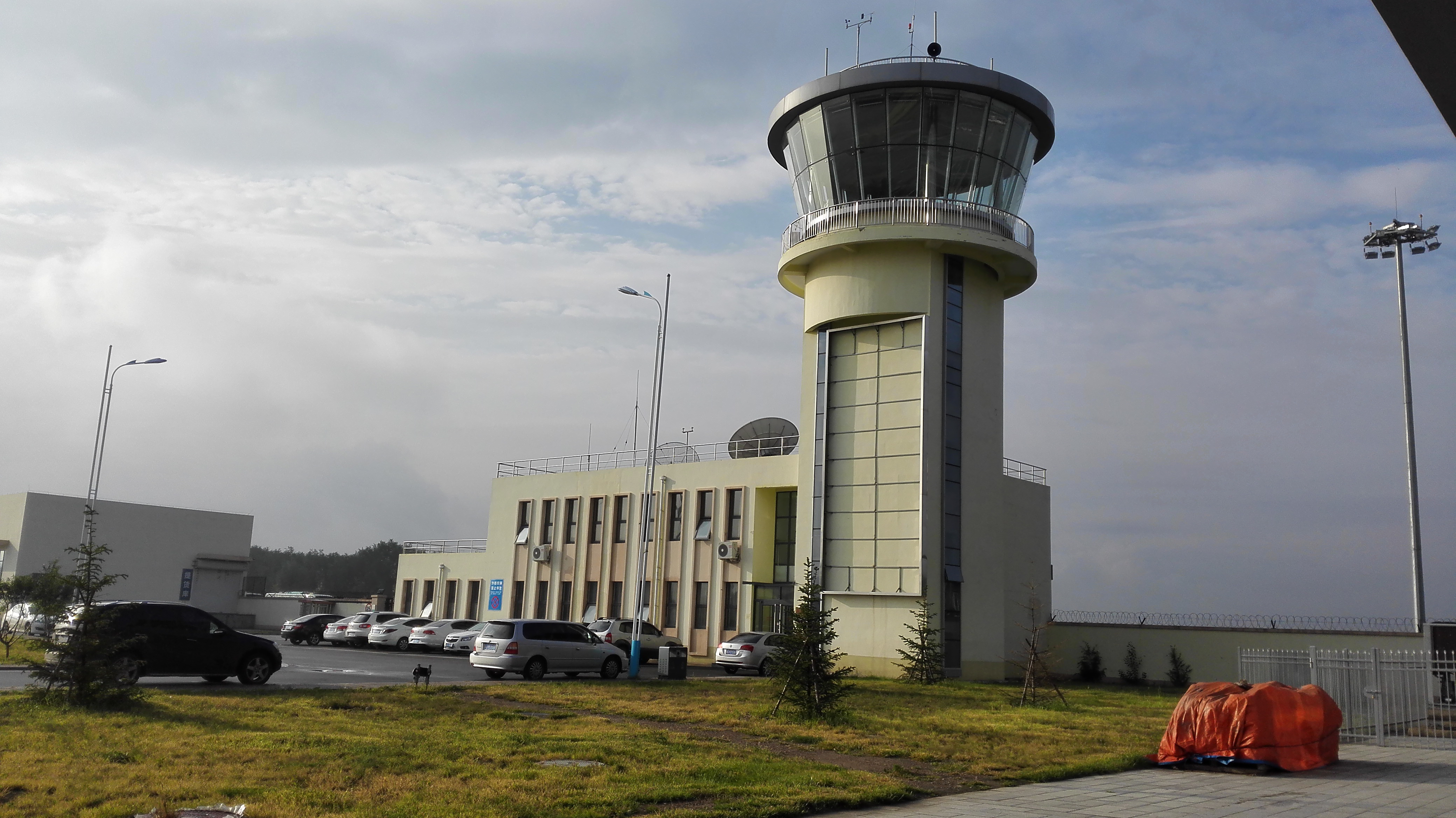
机场塔台
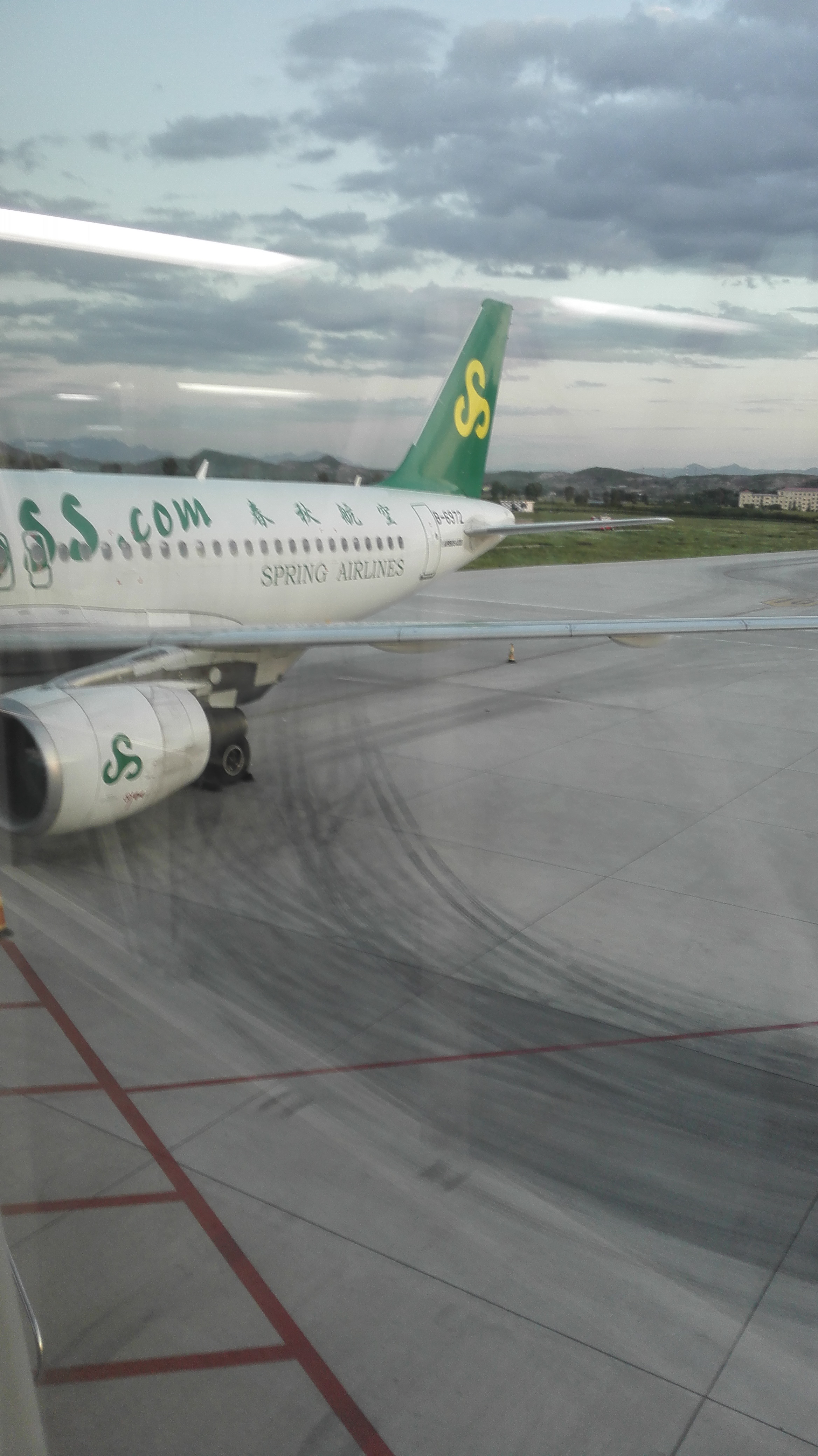
二号廊桥内看春秋航空班机
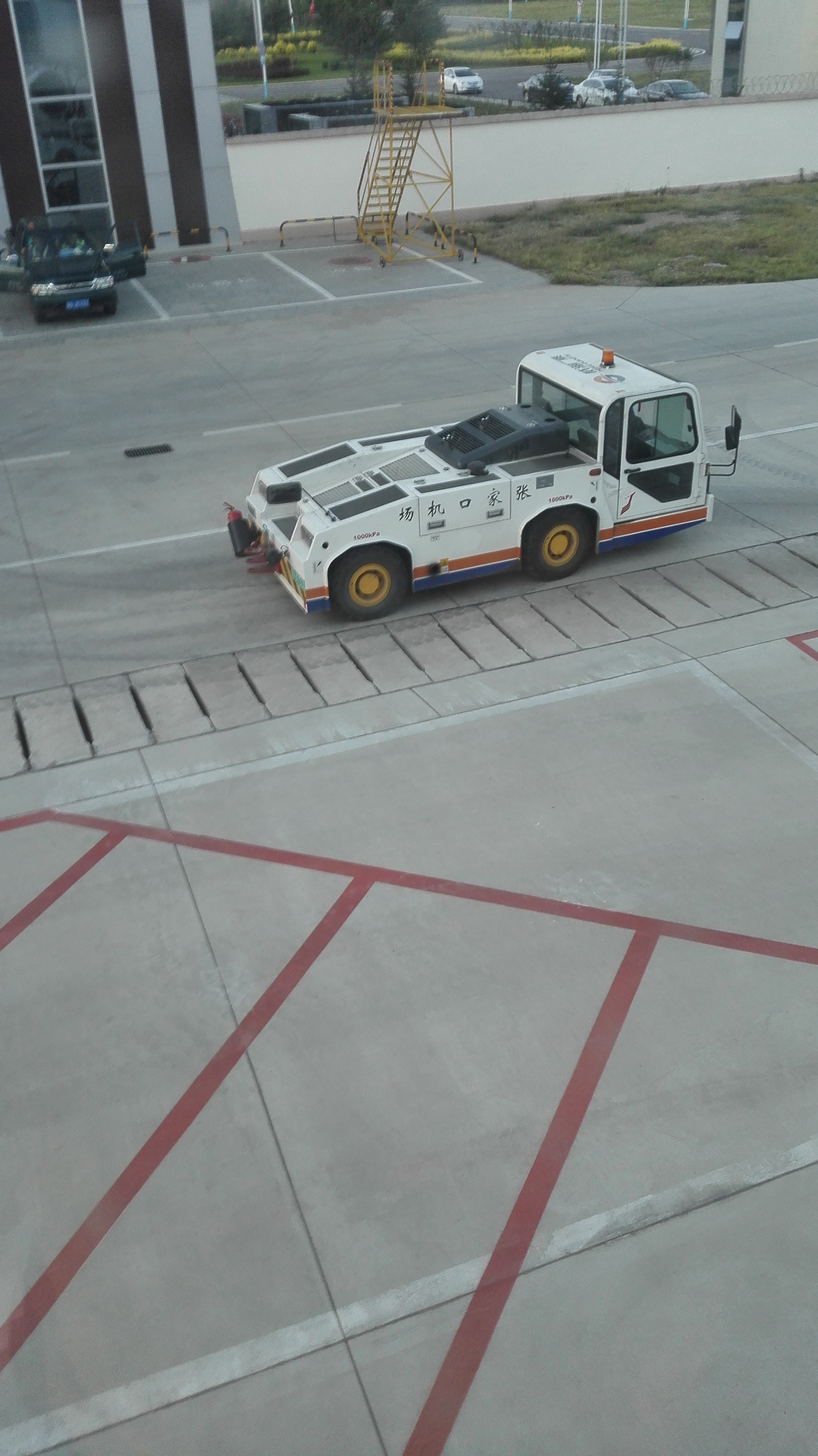
停机坪上的飞机牵引车
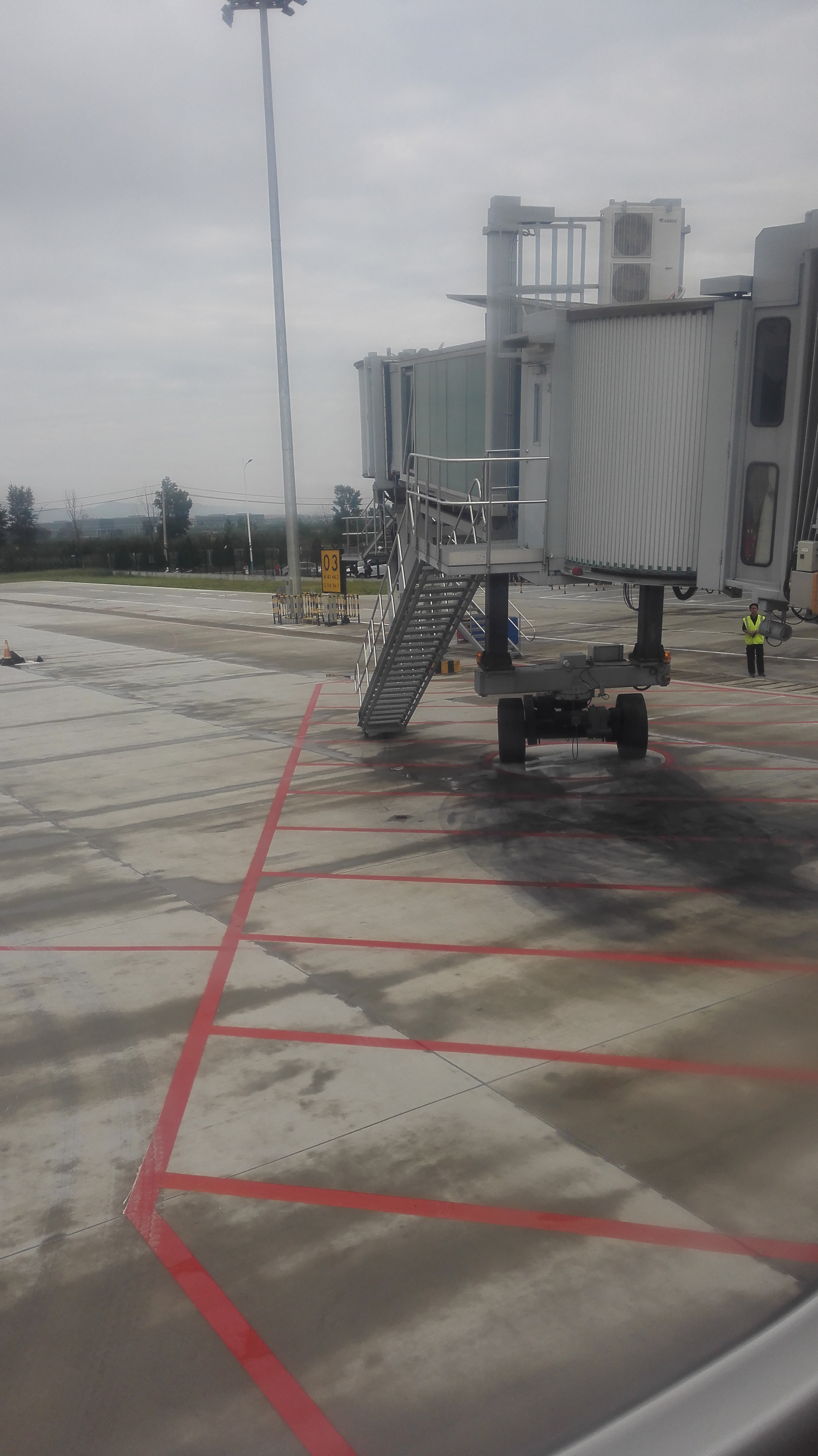
机舱内看二号廊桥

## 航空公司与航点
2025年夏秋航季（3月30日至10月25日）
| 航空公司 | 目的地           |
| -------- | ---------------- |
| 春秋航空 | 上海虹桥、石家庄 |
| 河北航空 | 杭州、石家庄     |

2013年6月17日，张家口机场民航航班正式通航。首条开通航线是由河北航空执飞的石家庄正定国际机场与张家口宁远机场之间的往返航班，每周四班，逢周一、三、五、日各一班。
当年10月1日，新开石家庄正定国际机场与张家口宁远机场之间的往返航班，由天津航空执飞，每天一班，开通后，使张家口宁远机场的航班量由每周四班增加至每天一至两班。后在当月，天津航空加密此航班为每日两班。10月27日，河北航空将石家庄至张家口航线加密至每日一班。
自2013年10月27日起至2014年3月29日，东方航空执行新一轮冬春季航班计划后，于11月16日开通上海浦东国际机场经停石家庄正定国际机场至张家口宁远机场的直飞航线。
自2014年2月21日起，开通由春秋航空执飞的张家口至沈阳桃仙国际机场和张家口至深圳宝安国际机场两条航线，均为每周三班，逢周二、四、六各一班。同月，随着新航季的到来，天津航空执飞的张家口至石家庄航线停航。
2014年4月消息，预计于5月中旬开通由东方航空执飞的张家口至上海的直航航班，并同时停飞经停石家庄至上海的航班，航班密度也由原每周四班增加至每日一班。4月30日开始，张家口宁远机场开通了货运业务，货物运输可直航石家庄、上海，并可中转至全国三十多个大中城市。7月1日，张家口至上海的直航航班开通，但改由联合航空执飞。
2015年2月3日起，由河北航空执飞的石家庄正定国际机场与张家口宁远机场之间的往返航班增至每日一班。当年3月调整为夏秋季航班计划后，石家庄-张家口-上海航班改为东方航空执飞。10月26日起，张家口宁远机场开始执行新的冬春季航班计划，开通由海南航空波音737-800机队执飞的海口美兰国际机场经石家庄正定国际机场至张家口宁远机场的直飞航线。该航线每周三班，逢周一、三、五各往返一班。本次新航路的开通，原计划从2015年夏秋季起执行，开通海口-美兰经停郑州-新郑至张家口的航班，最后确定为现有航路。由于客流量较大，海口航线自当年12月19日起增加为每周四班，逢周一、三、五、六各往返一班。
2016年3月27日，随着新的夏秋季航班计划执行，张家口机场开通至成都和哈尔滨两地的航线，该航线由瑞丽航空波音737-800机队执飞，每周三班，逢周二、四、六各往返一班。同时，由海南航空执飞的张家口-石家庄-海口航线停航。4月13日开始，开通经停石家庄至厦门的航线，该航线由河北航空E190机队执飞，每日一班。7月12日开始，开通经停石家庄至桂林的航线，该航线由桂林航空空客A-319机队执飞，每日一班。9月9日开始，开通至西安咸阳机场和秦皇岛北戴河机场的航线，该航线由华夏航空CRJ-900机队执飞，每周四班，逢周一、三、五、日各一班。10月30日开始，恢复执行经由石家庄正定国际机场至海口美兰国际机场的航线，该航线由海南航空波音738机队执飞，每周四班，逢周一、三、五、日各一班。桂林航空执飞的经停石家庄至桂林的航线，由每日一班变更为每周两班，周二、六各一班。11月1日开始，开通至上海虹桥机场的航线，该航线由春秋航空空客A-320
机队执飞，每周三班，逢周二、四、六各一班，航班去程由虹桥国际机场至张家口宁远机场，回程则由宁远机场至上海浦东国际机场。
2017年1月15日开始，原由华夏航空CRJ-900机队执飞的至西安咸阳机场和秦皇岛北戴河机场的航线，更改为至西安咸阳机场和大连周水子国际机场，班期不变，仍为每周四班，逢周一、三、五、日各一班。3月26日开始，开通至重庆江北国际机场和天津滨海国际机场的航线，该航线由华夏航空CRJ-900机队执飞，每周四班，逢周一、三、五、日各一班。桂林航空执飞的经停石家庄至桂林的航线，由每周两班，逢周二、六各一班，变更为每周四班，逢周一、三、五、日各一班。5月20日开始，新增至石家庄正定国际机场的航班，该航班由春秋航空机队执飞，每日一班。11月冬春季航班计划执行后，张家口机场停飞由瑞丽航空和桂林航空执飞的至成都、哈尔滨、桂林、石家庄四地的航线。开通至石家庄、邯郸、广州和杭州四地的航线，其中经停石家庄正定国际机场至杭州萧山国际机场的航线由首都航空空客A319机队执飞，每周四班，逢周一三五日各往返一班。经停邯郸机场至杭州萧山国际机场的航线由长龙航空空客A320机队执飞，每周三班，逢周二四六各往返一班。经停石家庄正定国际机场至广州白云国际机场的航线由海南航空波音738机队执飞，每周三班，逢周二四六各往返一班。
2018年3月25日起，张家口机场开始执行2018年夏秋季航班计划，恢复由桂林航空执飞的经停石家庄至桂林的航线，每周三班，逢周二、四、六各一班。

### 中转联程航线
2013年10月中旬开始，张家口机场正式启动了中转联程业务。可中转由石家庄正定国际机场出港的所有航班，首期开通的中转联程航线覆盖西安、青岛、深圳等50多个城市。

### 通用航空
2017年5月，由石家庄栾城机场至张家口宁远机场的短途运输航线试飞成功，该次试飞由塞斯纳208型客机完成。张家口宁远机场将逐步开通短途通用航空航线，计划开通航线包括至石家庄栾城机场和承德平泉机场。

### 已退出运营的航空公司及航点
| IATA | 航空公司     | 航点                     | 运营时间             |
| ---- | ------------ | ------------------------ | -------------------- |
| GS   | 天津航空     | 石家庄-正定              | 2013年10月-2014年2月 |
| MU   | 中国东方航空 | 石家庄-正定              | 2013年11月-2014年3月 |
| KN   | 中国联合航空 | 石家庄-正定、上海-浦东   | 2014年7月-2015年3月  |
| HU   | 海南航空     | 石家庄-正定、海口-美兰   | 2015年10月-2016年3月 |
| G5   | 华夏航空     | 西安-咸阳、秦皇岛-北戴河 | 2016年9月-2017年1月  |
| DR   | 瑞丽航空     | 成都-双流、哈尔滨-太平   | 2016年3月-2017年10月 |
| GT   | 桂林航空     | 石家庄-正定、桂林-两江   | 2016年7月-2017年10月 |

## 旅客吞吐量
自2013年6月17日通航，截至当年11月2日，张家口宁远机场旅客吞吐量突破万人次，达到10082人次，期间共保障航班起降218架次，平均客座率为59.14%。至11月16日，旅客吞吐量约为13500人次。12月9日吞吐量超过20000人次。
截至2013年年底，张家口宁远机场共完成起降544架次，位列全国机场第179位；旅客吞吐量24021人次，位列全国机场第180位；货邮吞吐量0.7吨，位列全国机场第172位。
2014年春运期间（1月16日至2月24日），张家口宁远机场共保障航班起降166架次，完成旅客吞吐量7400余人次。2014年全年旅客吞吐量超过14万人次，达到144278人次，位列当年全国202个在统计客运机场第146位，共保障航班2254架次，全年货邮吞吐量累计27.2吨。
2015年6月16日，张家口宁远机场运行满两周年之际，宁远机场数据显示，两年间累计运送旅客251915人次，货邮吞吐量29.8吨，顺利保障飞机起降4011架次。12月21日，机场当年旅客吞吐量突破20万人次。2015年全年旅客吞吐量达到207848人次，位列当年全国214个在统计客运机场第145位，共保障航班2678架次，全年货邮吞吐量累计63.9吨。
2016年元旦假期期间（1月1日-1月3日），宁远机场共计运送旅客1982人次，同比增长14%，共保障航班起降26架次。航班平均客座率均在70%以上，其中春秋航空执飞的深圳方向客座率高达96%。截至2月29日，全场共完成航班起降520架次，旅客吞吐量48466人次，货邮吞吐量13吨，同比分别增长7.9%、56.7%、1006.7%，再创自开航以来的历史新高。截至3月31日，全场共完成航班起降772架次，旅客吞吐量7.19万人次，货邮吞吐量13.6吨，同比分别增长5.4%、55%、829.6%。截至6月30日，全场共完成航班起降1616架次，同比2015上半年增长21.7%；旅客吞吐量150036人次，同比增长63.2%；货邮吞吐量28.39吨，同比增长1336.1%。2016年全年，旅客吞吐量达到35.2万人次，同比前一年增长69.33%，货邮吞吐量96.5吨，同比增长51.07%，全年保障航班正常起降3811架次，同比增长42.84%。
2017年元旦假期期间（1月1日-1月3日），宁远机场共计运送旅客2540人次，同比增长28.15%，共保障航班起降30架次，同比增长15.38%。完成货邮吞吐量1730公斤，同比增长583.79%。航班平均客座率均在75%以上，其中春秋航空执飞的深圳、沈阳方向客座率高达94%。截至3月31日，全场共完成航班起降1240架次，旅客吞吐量12.03万人次，货邮吞吐量25.2吨，同比分别增长86.0%、67.3%、60.6%。截至9月9日，全场共完成航班起降4167架次，旅客吞吐量40.12万人次，首次突破40万人大关，货邮吞吐量76.62吨，同比分别增长79.84%、85.03%、15.33%。截至11月9日，全场共完成航班起降5197架次，旅客吞吐量50.09万人次，首次突破50万人大关，货邮吞吐量88.34吨，同比分别增长65.09%、73.01%、10.13%。

## 机场票务及交通接驳

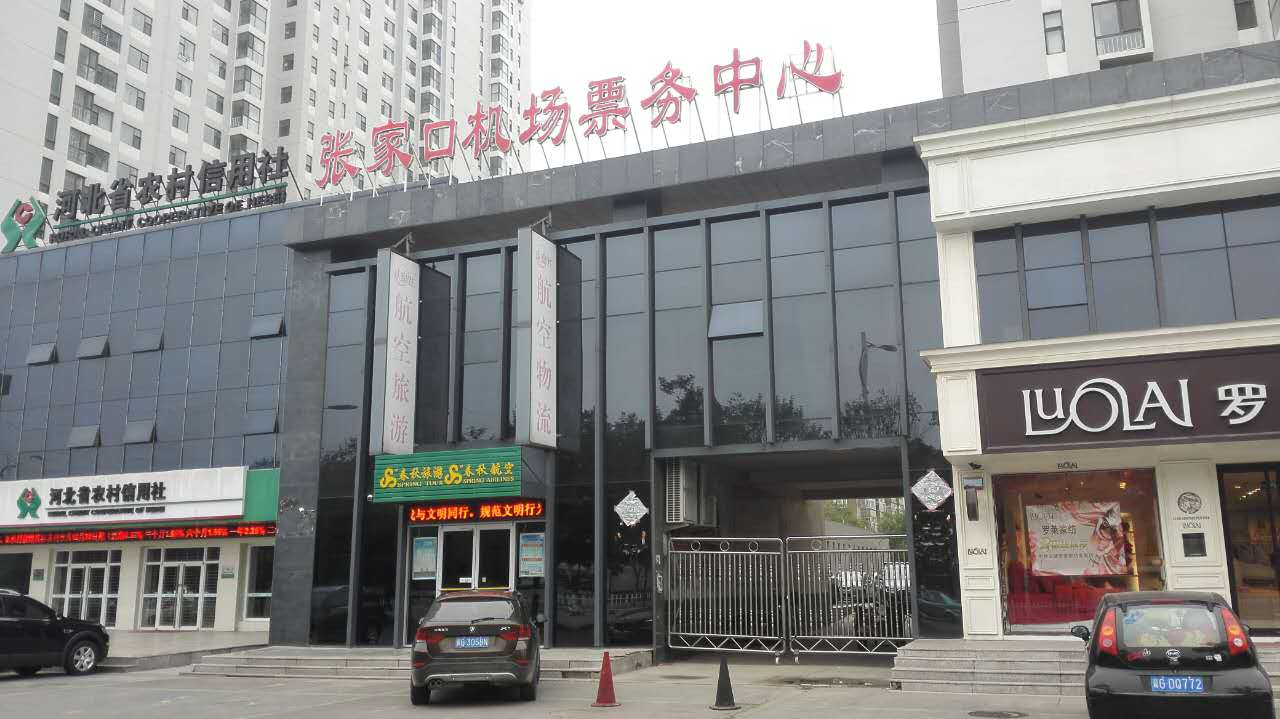
张家口宁远机场票务中心，位于张家口市胜利南路中胜云城，拍摄于2016年7月9日。

2013年6月17日，宁远机场民用航线开始营运，同年9月1日，位于桥东区胜利南路中胜云城的张家口宁远机场票务中心正式投入使用。机场问询电话为86-313-5888888，订票热线为86-313-96360或86-313-5888820。

### 机场巴士
在民用航线开通同日，接驳大巴专线开通。张家口宁远机场大巴专线起点站设置于张家口市桥东区胜利南路中胜云城，终点站为宁远机场，为免费一站式直达线路，中途不停靠，单程耗时仅需15至20分钟。
因张家口机场为国内支线机场，航班较少，所以接驳专线大巴的开行时间均依据航班抵达和起飞时间安排，航班起飞前九十分钟由中胜云城的机场票务中心门前始发，经胜利中路，盛华东大街，东环线南段，过机场立交后进入机场路，经由机场环岛抵达宁远机场，回程亦为以上线路。
2014年9月起，接驳大巴专线改为收费巴士，单程人民币10元，运行方式不变。2016-2017年冬春季航班计划开始执行后，接驳大巴专线自票务中心的发车时间为：每日7:40，9:15，18:45，周二、周四、周六增加班次10:10，12:00，15:50，17:30，20:45；周一、周三、周五、周日增加班次12:40，16:30，20:05。

### 出租车
张家口市运营出租车车型较多，主要有一汽夏利、大众捷达、一汽威志、别克英朗、奇瑞等车型。全部车型起步价2公里内人民币6元，超出2公里后的每公里收费，夏利1.2元，威志、奇瑞、英朗1.4元，捷达1.6元。低速运行或中途等待，每5分钟加1元。每日23:00后为夜间运营时刻，起步价不变，之后每公里多加0.2元。

### 公交车
2015年10月14日起，张家口市的23路公交车通过线路延伸的方式，将终点站设置为宁远机场，自此，宁远机场首次开通公交线路并实行常态化运营。线路经过市区主要干道，连通河北北方学院、张家口火车站等重要地标地点。23路公交车营运时间为早七点至晚七点，全程票价一元，可使用公交IC卡。
2015年12月31日起，正式开通宁远机场至宣化区滨河路停车场方向的107路公交车，宣化区始发站位于洋河桥口的滨河路停车场，首班发车时间为早6:30。其他时间根据机场航班时刻提前3小时发车，返程方向在每航班落地后从宁远机场站发车。

## 航空及站场事故

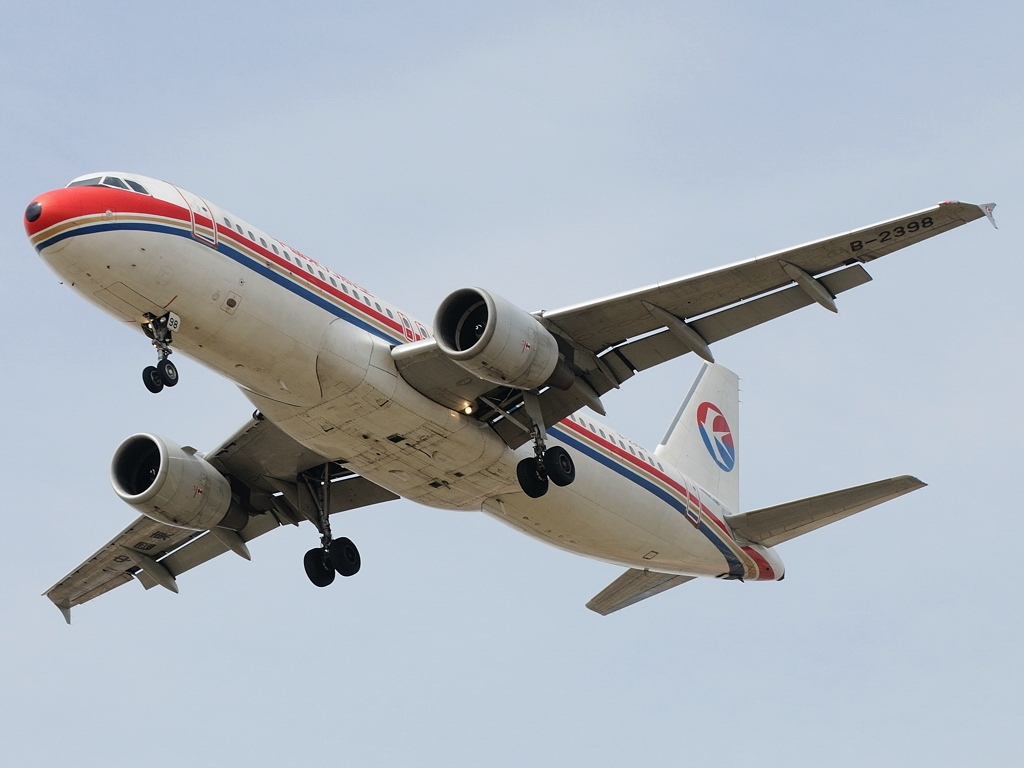
东方航空公司编号B-2398的空客涉事飞机，2009年3月8日摄于上海虹桥机场。

2014年4月19日，东方航空公司一架执飞MU2175次航班，编号为B-2398的空中客车A320飞机在张家口宁远机场落地后发现遭到严重的鸟击，右侧发动机风扇叶片、进气道消音层等多处损伤严重，超出放行标准，飞机停场待修。至21日下午1点，抢修完毕的B-2398按照计划成功调机上海浦东国际机场。因事故影响，至石家庄正定机场的MU2176次航班取消。由于这是张家口宁远机场开通运营以来遭遇的首次事故，工作人员应急不力，遭致部分乘客不满。
2014年8月，河北航空公司向宁远机场反映，在使用12号跑道VOR/DME程序进近时，按照航道杆指示飞行偏离跑道右侧2个道宽左右，影响飞行安全。经过对DVOR/DME进近程序进行检查，校验结论是在两个VOR/DME进近程序进近飞行中均发现航道偏右约2度。经过进一步校验发现，机场跑道基准数据库采用8.2度的磁偏角对导航设备进行校验，而对外公布的进近程序图中，磁偏角是6.2度，这就造成了航班使用DVOR/DME程序进近时航道指示偏离跑道2度的现象。对此，机场技术人员在华北空管局的支援下，及时纠正数据，确保了飞航安全。
2015年6月7日，机场场务人员在进行跑道例行检查时，发现跑道散落大量FOD（外来物碎块），经调查核实，系驻场军方划设跑道中线的喷涂材料经飞机尾流侵蚀所致。FOD如不能够及时发现清理，极易损伤航空器，其中的尖锐碎屑可能会造成航空器轮胎扎伤甚至爆胎，产生的轮胎碎片会打伤飞机机体或其他重要零部件。由于清理及时，此次FOD事件未影响航班的正常起降和机场运营。
2016年6月11日，张家口机场塔台值班人员发现全向信标台和航向台断电，经排查发现全向信标台的双路高压供电电缆和1条通信光缆在机场灯光带东端围界外300米处均被挖断。为此紧急启动了全向信标台和航向台应急发电机，保障应急供电，恢复设备正常使用。后经紧急抢修，于当日13时先恢复了航向台供电，次日下午恢复全向信标台正常供电和通信联络。